# Place de la Porte-de-Fer
La place de la Porte-de-Fer (polonais : Plac Żelaznej Bramy) est une place située dans l'arrondissement de Śródmieście (Centre-ville) à Varsovie. Le nom de la place vient de la grande barrière en fer forgé qui sécurisait autrefois l'ouest du jardin de Saxe.

## Histoire

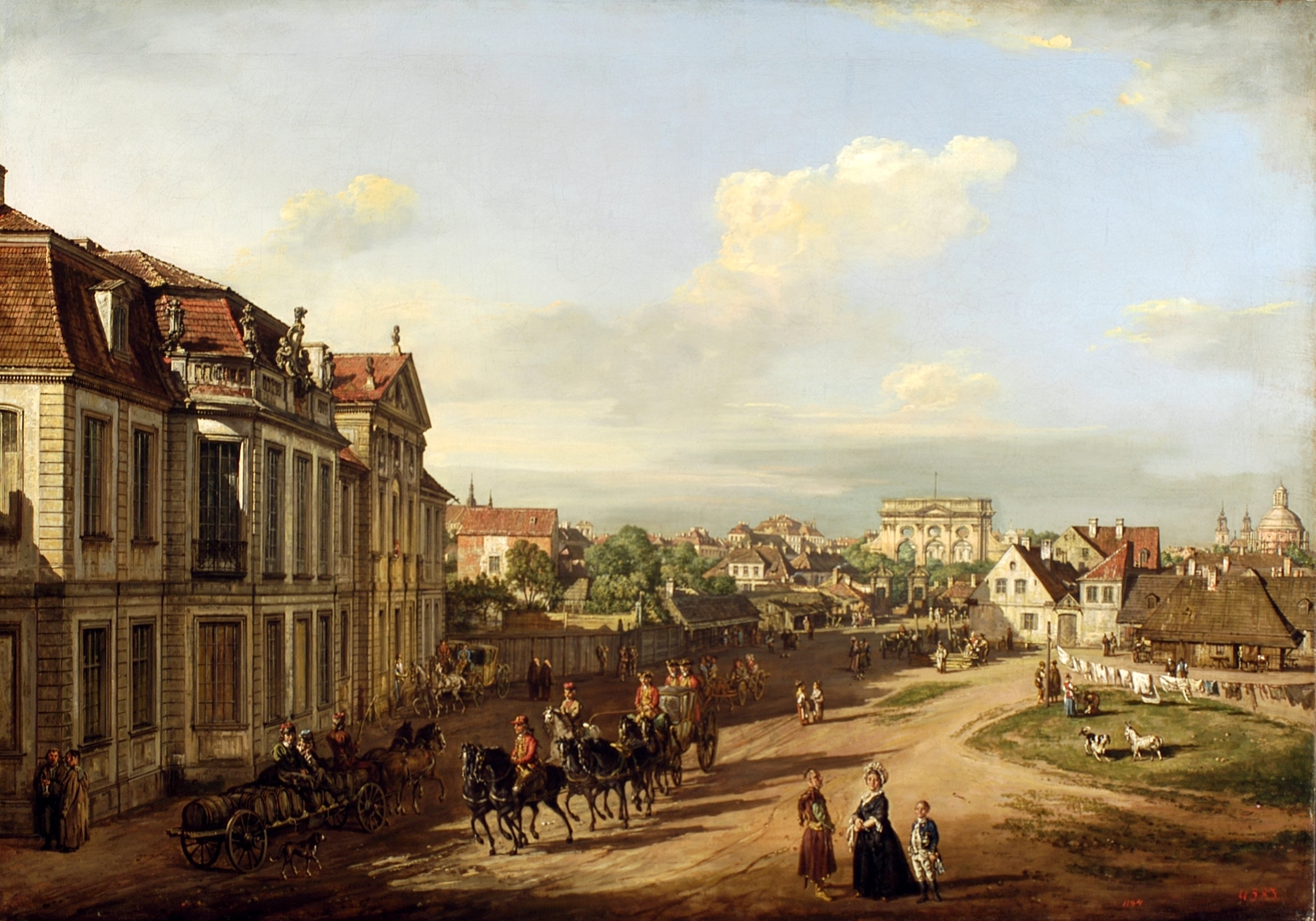
Bernardo Bellotto, Plac Żelaznej Bramy.

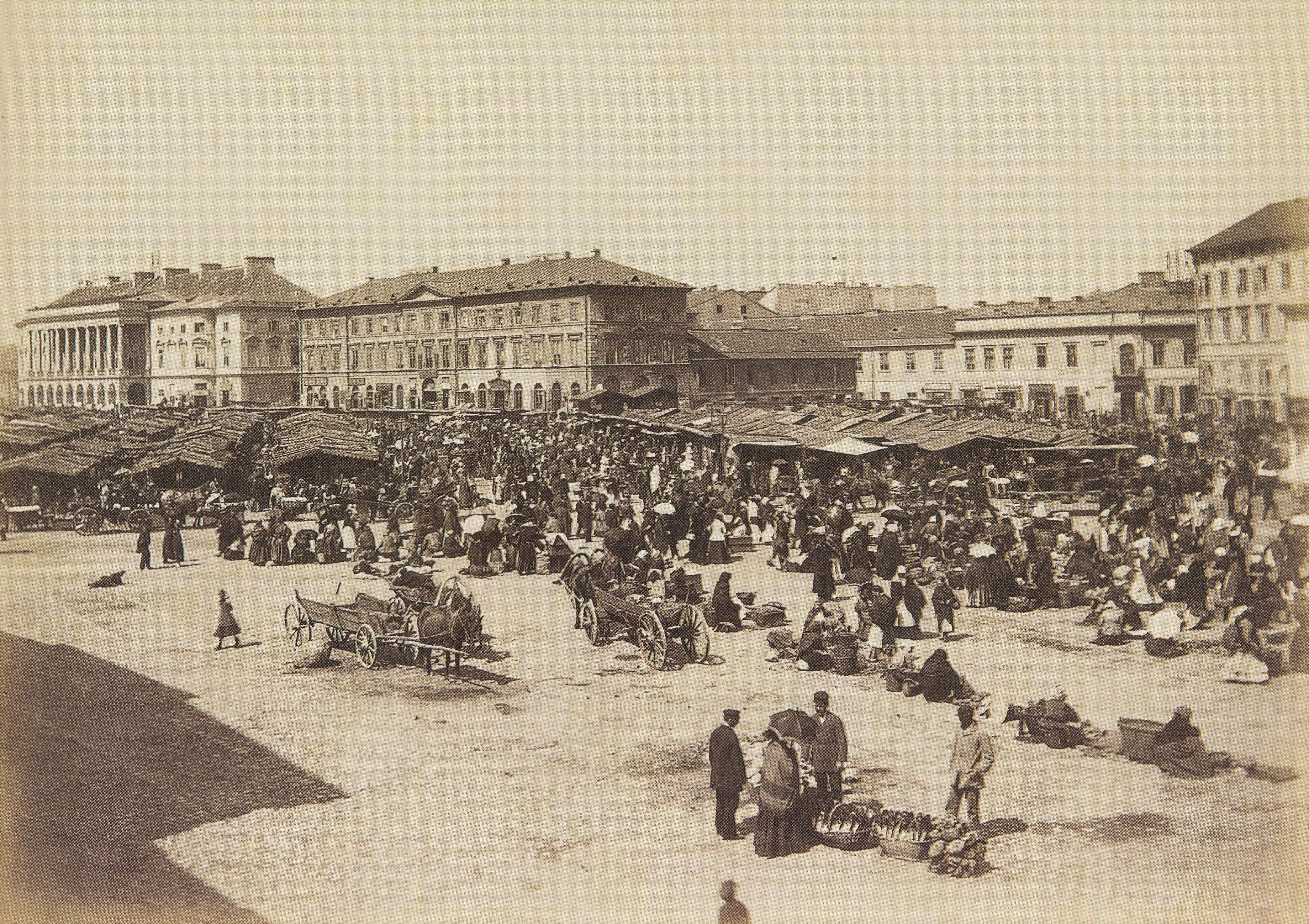
Marché sur la place en 1894, à gauche le palais Lubomirski.

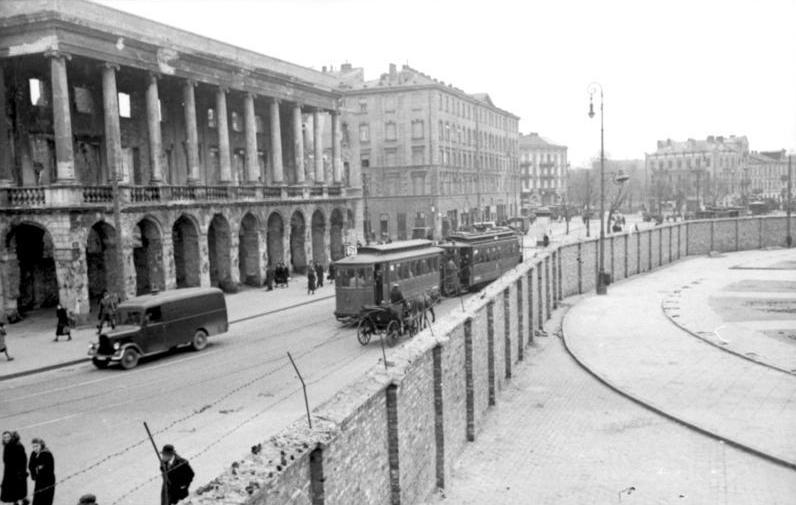
Le mur du ghetto devant le palais Lubomirski, place Zelaznej Bramy.

Au XVIIe siècle, la zone est composée de bâtiments épars. C'est à cet endroit que l'épouse de Jan Wielopolski (pl) fonde une Jurydyka (pl) (village) qu'elle appelle Wielopole en hommage à son mari. Le village est érigé autour d'un petit marché surnommé « Targowica Wielopolska ». Malgré sa modestie, le village est probablement construit selon les plans de Tylman van Gameren, l'un des architectes les plus renommés de l'époque. Le village borde le petit marché de Mirów (pl). Au XVIIIe siècle, la famille Radziwiłł construit un palais. Le bâtiment est ensuite acheté puis agrandi par la famille Lubomirski et devient le palais Lubomirski (pl). Dès sa construction, le village commence à prospérer.
Sous le règne d'Auguste II, la zone est entièrement repensée. Le roi est déterminé à créer une nouvelle perspective urbaine, il décida donc de détruire les maisons de bois et fit déplacer le marché à l'intérieur de Varsovie. Le palais Lubormiski devait également être détruit car présent dans l'axe imaginé par le roi, mais sa destruction est abandonnée après des difficultés financières. Après la mort de Stanislas, la zone continue de se développer grâce au marché local et au palais. C'est à cet endroit que le premier café permanent ouvre en 1759. Six baraquements de la garde royale sont également construits.
Ils ont été détruits par les Russes au XIXe siècle. À leur emplacement, un nouveau parc, baptisé « parc Mirowski » d'après le nom de l'ancien village (Mirów), est dessiné. Entre 1899 et 1901, deux grands marchés s'installent à nouveau.
En août 1944, lors l'insurrection de Varsovie la zone est entièrement détruite. Après la guerre, le jardin de Saxe est délimité à l'ouest, et une rue occupe l'emplacement de l'ancienne barrière de fer forgé. Le palais Lubomirski est partiellement reconstruit, mais décalé de 30 degrés pour s'insérer dans l'axe saxon. Dans les années 1960, des barres d'immeubles sont édifiées. Si le parc n'existe plus depuis, les adresses des immeubles portent toujours la mention « Żelaznej Bramy ».